# 苹果公司与联邦调查局加密争端

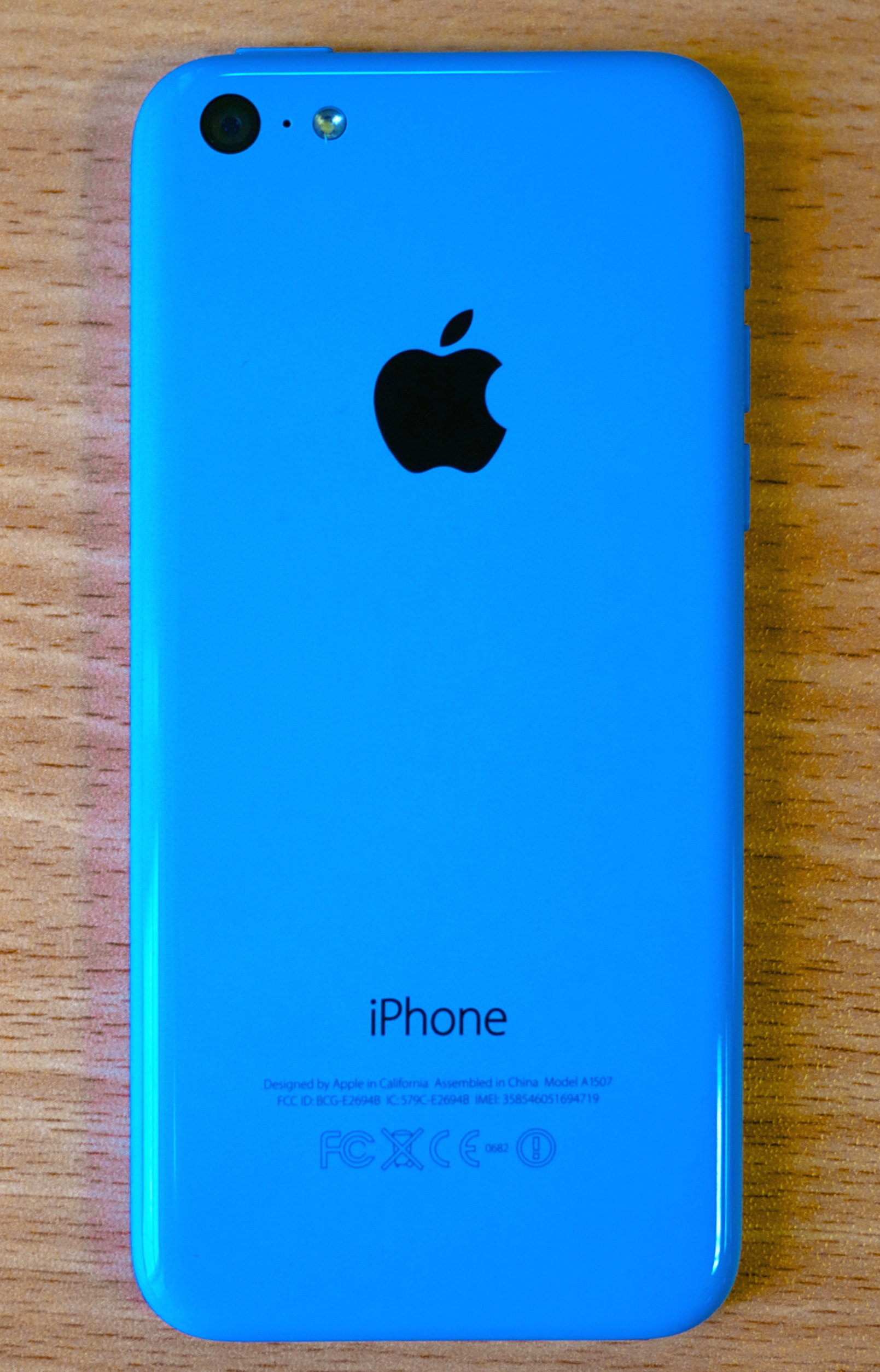
一台iPhone 5c，2015年圣贝纳迪诺枪击案之凶手使用的设备

苹果公司与联邦调查局加密争端涉及美國法院是否应强制设备制造商解锁其生产的数据受到密碼、指纹等安全功能保护的设备，相关于此类解锁强加密设备的争议较大。2015至2016年，苹果公司至少已收到美国联邦地区法院根据所有令状法案发布的11项命令，其中大多数要求苹果公司解锁iOS 7及更早版本的系统的安全保护，以提取便于刑事调查与起诉的照片、联系人及通话记录。但这些要求涉及所有安装iOS的设备，可能会导致更多人的设备遭到安全风险，故苹果公司拒绝解锁这些设备的安全保护。

## 事件背景

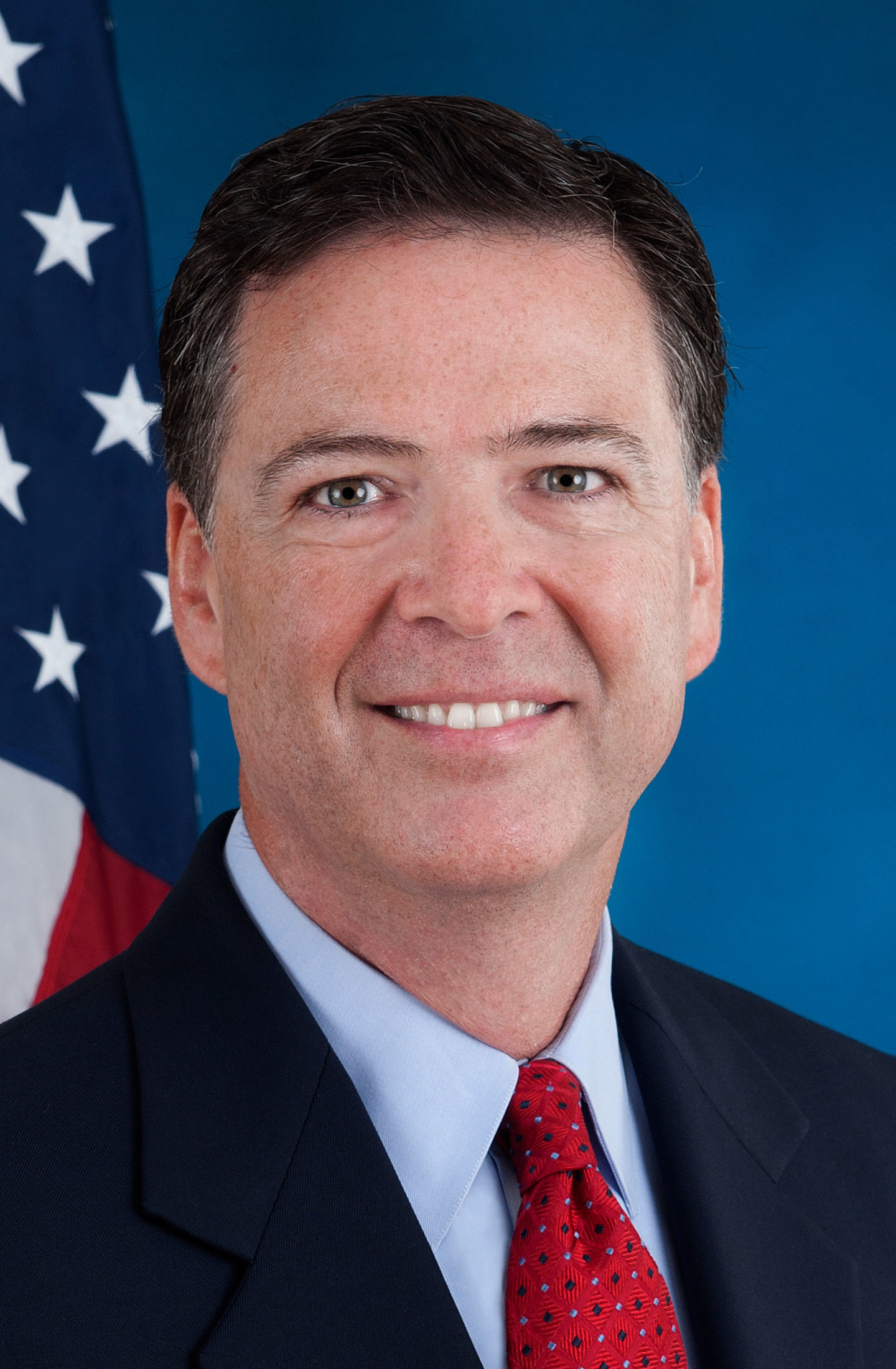
詹姆斯·科米，联邦调查局前局长

- 1993年，美国国家安全局（缩写）推出了加密设备Clipper芯片，存在内置后门，NSA提议将其用于电话加密[5]。该提案引发了名为密码战争的公开辩论，到1996年时已经不再生产该芯片。

- 爱德华·斯诺登在美國國家安全局全球監控醜聞（英语：Global surveillance disclosures (2013–present)）中透露，美国国家安全局与英国政府通信总部可以访问iPhone、黑莓和Android设备中的用户数据，并且可以读取几乎所有隐私信息，包括短信、电子邮件和笔记等[5]。泄密事件同样表明，自2012年以来，苹果公司一直是稜鏡計畫的一部分，但当时的发言人称，苹果公司“从未听说过”[6]。

- 苹果公司为其iOS系统带来重大安全性更新，使破解变得更困难[7][8]。据纽约时报报道，苹果公司为iOS 8开发了新的加密方式，“苹果公司无法再遵守政府从设备提取客户信息的授权令[9]”。

## 事件经过
美国加利福尼亚中区联邦地区法院中，联邦调查局（缩写）希望苹果公司创建并以电子方式签署新软件以便让其破解恐怖袭击2015年圣贝纳迪诺枪击案中凶手赛义德·法鲁克的iPhone 5c。此设备被四位密码保护，并且输入十次错误密码即抹掉所有数据。因此FBI将于2016年3月22日举办听证会，以要求苹果公司破解该设备。但听证会开始前一天，FBI便以已寻找到可破解此设备的第三方公司为由延迟它。3月28日，FBI撤回请求并宣布已解锁该设备，但并无破案需要的信息，苹果公司事后称此事本不应发生。FBI拒绝告知苹果公司破解该设备的方法，并称“破解iPhone系第三方所为，己方人员并不得知具体方法，因此不知道也‘没有必要’将破解方法告诉苹果公司”。洛杉磯時報后报道称“联邦调查局最终发现赛义德·法鲁克的手机只有工作信息，没有透露任何有关该案的内容。”
在布鲁克林区的一起案件中，一名治安法官裁定，所有令状法案不能用来迫使苹果公司解锁iPhone。政府对该裁决提出上诉，但在破解设备后于2016年4月22日撤销此案。

## 评价

美國聯邦政府针对苹果公司与Google实行所有令状法案的州份
苹果公司
Google
苹果公司与Google

美国人对此事评价不一，根据CBS新闻的调查，约有50％的受访者支持FBI，45％支持苹果公司。領英、微软、Facebook公司（現Meta Platforms）等高科技公司均对命令持反对意见。袭击事件的受害者和幸存者的家属表示，他们将提交一份支持联邦调查局的辩护状。此外，2016年民主党总统候选人希拉里·克林顿与伯尼·桑德斯都建议双方取得妥协，美国参议院情报委员会的理查德·伯尔与伯尼·桑德斯发布立法草案。美联社、Vice媒体与甘尼特亦对FBI提起信息自由法诉讼以使其披露是通过哪家公司解锁凶手的设备，以及支付的费用多少，但法院裁定FBI支付的费用是国家安全秘密与情报来源或方法，支付的金额反映了保密执法技术或程序，而拒绝披露相关信息。
苹果公司首席执行官蒂姆·库克在接受時代雜誌记者采访时称“现在是我们生活被无处不在的监控的时代。关于我们所有人的信息比十年前或五年前更多，它无处不在，你正在到处留下数字足迹。”